# Lennox (Écosse)
Pour les articles homonymes, voir Lennox.
Le Lennox est un ancien pays d’Écosse, au nord de la Clyde, partagé aujourd’hui entre les comtés de Stirling et de Dumbarton. 
Autrefois comté, puis duché, le Lennox appartint à une branche de la famille des Stuarts ; il fut réuni à la couronne d’Écosse par le mariage de Darnley et de Marie Smart. Le titre de duc de Lennox fut ensuite donné, par Charles II d’Angleterre, à Charles d’Aubigny, son fils naturel, et s’est conservé dans sa famille. 

## Source
« Lennox (Écosse) », dans Pierre Larousse, Grand dictionnaire universel du XIXe siècle, Paris, Administration du grand dictionnaire universel, 15 vol., 1863-1890 [détail des éditions].